# 17e étape du Tour de France 2018
Pour un article plus général, voir Tour de France 2018.
La 17e étape du Tour de France 2018 se déroule le mercredi 25 juillet 2018 de Bagnères-de-Luchon à Saint-Lary-Soulan, au Col de Portet (correspondant aussi au Souvenir Henri-Desgrange), sur une distance de 65 kilomètres ce qui en fait l'étape en ligne la plus courte depuis près de 30 ans.

## Parcours
Il s'agit d'une étape de montagne avec seulement quelques kilomètres de plat pour le sprint intermédiaire. Les coureurs démarrent sans départ fictif, sur ce qui ressemble à une grille de départ de course automobile, au pied du col de Peyresourde.

## Déroulement de la course
Tanel Kangert démarre assez fort la première montée et arrive seul en tête au sommet. Julian Alaphilippe s'échappe du peloton au cours de cette première ascension pour rejoindre un groupe de poursuivants. Kangert est rejoint dans la descente.
Dans le peloton, l'équipe AG2R La Mondiale passe à l'attaque dans le col de Val Louron-Azet, mais chaque coureur s'écarte après un moment en tête, seul Pierre Latour, porteur du maillot blanc, parvient à terminer l'ascension en tête du peloton. Pendant ce temps, Alaphilippe va prendre les points du grimpeur.
Quintana attaque au début de l'ascension finale et dépasse les échappés restants pour aller gagner l'étape. Daniel Martin, parti un peu après le Colombien, termine deuxième. Le maillot jaune Geraint Thomas accroit son avance sur ses poursuivants, alors que Tom Dumoulin s'empare de la deuxième place du classement général en profitant d'une défaillance de Christopher Froome qui n'a pu suivre jusqu'au bout le groupe des favoris.

## Résultats

### Classement de l'étape
| Classement de la 17e étape | Classement de la 17e étape | Classement de la 17e étape | Classement de la 17e étape | Classement de la 17e étape |
|                            | Coureur                    | Pays                       | Équipe                     | Temps                      |
| -------------------------- | -------------------------- | -------------------------- | -------------------------- | -------------------------- |
| 1er                        | Nairo Quintana             | Colombie                   | Movistar                   | en 2 h 21 min 27 s         |
| 2e                         | Daniel Martin              | Irlande                    | UAE Emirates               | + 28 s                     |
| 3e                         | Geraint Thomas             | Royaume-Uni                | Sky                        | + 47 s                     |
| 4e                         | Primož Roglič              | Slovénie                   | Lotto NL-Jumbo             | + 52 s                     |
| 5e                         | Tom Dumoulin               | Pays-Bas                   | Sunweb                     | + 52 s                     |
| 6e                         | Steven Kruijswijk          | Pays-Bas                   | Lotto NL-Jumbo             | + 1 min 5 s                |
| 7e                         | Egan Bernal                | Colombie                   | Sky                        | + 1 min 33 s               |
| 8e                         | Christopher Froome         | Royaume-Uni                | Sky                        | + 1 min 35 s               |
| 9e                         | Mikel Landa                | Espagne                    | Movistar                   | + 1 min 35 s               |
| 10e                        | Ilnur Zakarin              | Russie                     | Katusha-Alpecin            | + 2 min 1 s                |
| modifier                   |                            |                            |                            |                            |

### Points attribués
| Sprint intermédiaire Loudenvielle (km 27,5) | Sprint intermédiaire Loudenvielle (km 27,5) | Sprint intermédiaire Loudenvielle (km 27,5) | Sprint intermédiaire Loudenvielle (km 27,5) | Sprint intermédiaire Loudenvielle (km 27,5) |
| ------------------------------------------- | ------------------------------------------- | ------------------------------------------- | ------------------------------------------- | ------------------------------------------- |
|                                             | Coureur                                     | Pays                                        | Équipe                                      | Point(s)                                    |
| 1er                                         | Tanel Kangert                               | Estonie                                     | Astana                                      | 20                                          |
| 2e                                          | Kristijan Đurasek                           | Croatie                                     | UAE Emirates                                | 17                                          |
| 3e                                          | Julian Alaphilippe                          | France                                      | Quick-Step Floors                           | 15                                          |
| 4e                                          | Jesús Herrada                               | Espagne                                     | Cofidis                                     | 13                                          |
| 5e                                          | Marc Soler                                  | Espagne                                     | Movistar                                    | 11                                          |
| 6e                                          | Gregor Mühlberger                           | Autriche                                    | Bora-Hansgrohe                              | 10                                          |
| 7e                                          | Rafał Majka                                 | Pologne                                     | Bora-Hansgrohe                              | 9                                           |
| 8e                                          | Alejandro Valverde                          | Espagne                                     | Movistar                                    | 8                                           |
| 9e                                          | Omar Fraile                                 | Espagne                                     | Astana                                      | 7                                           |
| 10e                                         | Nicolas Edet                                | France                                      | Cofidis                                     | 6                                           |
| 11e                                         | Daniel Martínez                             | Colombie                                    | EF Education First-Drapac                   | 5                                           |
| 12e                                         | Bauke Mollema                               | Pays-Bas                                    | Trek-Segafredo                              | 4                                           |
| 13e                                         | Franco Pellizotti                           | Italie                                      | Bahrain-Merida                              | 3                                           |
| 14e                                         | Daniel Navarro                              | Espagne                                     | Cofidis                                     | 2                                           |
| 15e                                         | Adam Yates                                  | Royaume-Uni                                 | Mitchelton-Scott                            | 1                                           |
| modifier                                    |                                             |                                             |                                             |                                             |

| Arrivée d'étape Saint-Lary-Soulan - Col de Portet (km 65) | Arrivée d'étape Saint-Lary-Soulan - Col de Portet (km 65) | Arrivée d'étape Saint-Lary-Soulan - Col de Portet (km 65) | Arrivée d'étape Saint-Lary-Soulan - Col de Portet (km 65) | Arrivée d'étape Saint-Lary-Soulan - Col de Portet (km 65) |
| --------------------------------------------------------- | --------------------------------------------------------- | --------------------------------------------------------- | --------------------------------------------------------- | --------------------------------------------------------- |
|                                                           | Coureur                                                   | Pays                                                      | Équipe                                                    | Point(s)                                                  |
| 1er                                                       | Nairo Quintana                                            | Colombie                                                  | Movistar                                                  | 20                                                        |
| 2e                                                        | Daniel Martin                                             | Irlande                                                   | UAE Emirates                                              | 17                                                        |
| 3e                                                        | Geraint Thomas                                            | Royaume-Uni                                               | Sky                                                       | 15                                                        |
| 4e                                                        | Primož Roglič                                             | Slovénie                                                  | Lotto NL-Jumbo                                            | 13                                                        |
| 5e                                                        | Tom Dumoulin                                              | Pays-Bas                                                  | Sunweb                                                    | 11                                                        |
| 6e                                                        | Steven Kruijswijk                                         | Pays-Bas                                                  | Lotto NL-Jumbo                                            | 10                                                        |
| 7e                                                        | Egan Bernal                                               | Colombie                                                  | Sky                                                       | 9                                                         |
| 8e                                                        | Christopher Froome                                        | Royaume-Uni                                               | Sky                                                       | 8                                                         |
| 9e                                                        | Mikel Landa                                               | Espagne                                                   | Movistar                                                  | 7                                                         |
| 10e                                                       | Ilnur Zakarin                                             | Russie                                                    | Katusha-Alpecin                                           | 6                                                         |
| 11e                                                       | Rafał Majka                                               | Pologne                                                   | Bora-Hansgrohe                                            | 5                                                         |
| 12e                                                       | Alejandro Valverde                                        | Espagne                                                   | Movistar                                                  | 4                                                         |
| 13e                                                       | Romain Bardet                                             | France                                                    | AG2R La Mondiale                                          | 3                                                         |
| 14e                                                       | David Gaudu                                               | France                                                    | Groupama-FDJ                                              | 2                                                         |
| 15e                                                       | Jakob Fuglsang                                            | Danemark                                                  | Astana                                                    | 1                                                         |
| modifier                                                  |                                                           |                                                           |                                                           |                                                           |

|   | Coureur        | Pays        | Équipe       | Bonifications |
| - | -------------- | ----------- | ------------ | ------------- |
| 1 | Nairo Quintana | Colombie    | Movistar     | 10 s          |
| 2 | Daniel Martin  | Irlande     | UAE Emirates | 6 s           |
| 3 | Geraint Thomas | Royaume-Uni | Sky          | 4 s           |

### Cols et côtes
| Montée de Peyragudes (km 15) 1re catégorie (14,9 km à 6,7%) | Montée de Peyragudes (km 15) 1re catégorie (14,9 km à 6,7%) | Montée de Peyragudes (km 15) 1re catégorie (14,9 km à 6,7%) | Montée de Peyragudes (km 15) 1re catégorie (14,9 km à 6,7%) | Montée de Peyragudes (km 15) 1re catégorie (14,9 km à 6,7%) |
| ----------------------------------------------------------- | ----------------------------------------------------------- | ----------------------------------------------------------- | ----------------------------------------------------------- | ----------------------------------------------------------- |
|                                                             | Coureur                                                     | Pays                                                        | Équipe                                                      | Point(s)                                                    |
| 1er                                                         | Tanel Kangert                                               | Estonie                                                     | Astana                                                      | 10                                                          |
| 2e                                                          | Julian Alaphilippe                                          | France                                                      | Quick-Step Floors                                           | 8                                                           |
| 3e                                                          | Kristijan Đurasek                                           | Croatie                                                     | UAE Emirates                                                | 6                                                           |
| 4e                                                          | Jesús Herrada                                               | Espagne                                                     | Cofidis                                                     | 4                                                           |
| 5e                                                          | Rafał Majka                                                 | Pologne                                                     | Bora-Hansgrohe                                              | 2                                                           |
| 6e                                                          | Marc Soler                                                  | Espagne                                                     | Movistar                                                    | 1                                                           |
| modifier                                                    |                                                             |                                                             |                                                             |                                                             |

| Col de Val Louron-Azet (km 37) 1re catégorie (7,4 km à 8,3%) | Col de Val Louron-Azet (km 37) 1re catégorie (7,4 km à 8,3%) | Col de Val Louron-Azet (km 37) 1re catégorie (7,4 km à 8,3%) | Col de Val Louron-Azet (km 37) 1re catégorie (7,4 km à 8,3%) | Col de Val Louron-Azet (km 37) 1re catégorie (7,4 km à 8,3%) |
| ------------------------------------------------------------ | ------------------------------------------------------------ | ------------------------------------------------------------ | ------------------------------------------------------------ | ------------------------------------------------------------ |
|                                                              | Coureur                                                      | Pays                                                         | Équipe                                                       | Point(s)                                                     |
| 1er                                                          | Julian Alaphilippe                                           | France                                                       | Quick-Step Floors                                            | 10                                                           |
| 2e                                                           | Tanel Kangert                                                | Estonie                                                      | Astana                                                       | 8                                                            |
| 3e                                                           | Kristijan Đurasek                                            | Croatie                                                      | UAE Emirates                                                 | 6                                                            |
| 4e                                                           | Alejandro Valverde                                           | Espagne                                                      | Movistar                                                     | 4                                                            |
| 5e                                                           | Daniel Martínez                                              | Colombie                                                     | EF Education First-Drapac                                    | 2                                                            |
| 6e                                                           | Rafał Majka                                                  | Pologne                                                      | Bora-Hansgrohe                                               | 1                                                            |
| modifier                                                     |                                                              |                                                              |                                                              |                                                              |

| \| Saint-Lary-Soulan - Col de Portet - Arrivée (km 65) Hors catégorie (16 km à 8,7%) Souvenir Henri Desgrange \| Saint-Lary-Soulan - Col de Portet - Arrivée (km 65) Hors catégorie (16 km à 8,7%) Souvenir Henri Desgrange \| Saint-Lary-Soulan - Col de Portet - Arrivée (km 65) Hors catégorie (16 km à 8,7%) Souvenir Henri Desgrange \| Saint-Lary-Soulan - Col de Portet - Arrivée (km 65) Hors catégorie (16 km à 8,7%) Souvenir Henri Desgrange \| Saint-Lary-Soulan - Col de Portet - Arrivée (km 65) Hors catégorie (16 km à 8,7%) Souvenir Henri Desgrange \| \| ---------------------------------------------------------------------------------------------------------- \| ---------------------------------------------------------------------------------------------------------- \| ---------------------------------------------------------------------------------------------------------- \| ---------------------------------------------------------------------------------------------------------- \| ---------------------------------------------------------------------------------------------------------- \| \| \| Coureur \| Pays \| Équipe \| Point(s) \| \| 1er \| Nairo Quintana \| Colombie \| Movistar \| 40 \| \| 2e \| Daniel Martin \| Irlande \| UAE Emirates \| 30 \| \| 3e \| Geraint Thomas \| Royaume-Uni \| Sky \| 24 \| \| 4e \| Primož Roglič \| Slovénie \| Lotto NL-Jumbo \| 20 \| \| 5e \| Tom Dumoulin \| Pays-Bas \| Sunweb \| 16 \| \| 6e \| Steven Kruijswijk \| Pays-Bas \| Lotto NL-Jumbo \| 12 \| \| 7e \| Egan Bernal \| Colombie \| Sky \| 8 \| \| 8e \| Christopher Froome \| Royaume-Uni \| Sky \| 4 \| \| modifier \| \| \| \| \| |                    |             |                |          |
| Saint-Lary-Soulan - Col de Portet - Arrivée (km 65) Hors catégorie (16 km à 8,7%) Souvenir Henri Desgrange |                    |             |                |          |
| | Coureur            | Pays        | Équipe         | Point(s) |
| 1er | Nairo Quintana     | Colombie    | Movistar       | 40       |
| 2e | Daniel Martin      | Irlande     | UAE Emirates   | 30       |
| 3e | Geraint Thomas     | Royaume-Uni | Sky            | 24       |
| 4e | Primož Roglič      | Slovénie    | Lotto NL-Jumbo | 20       |
| 5e | Tom Dumoulin       | Pays-Bas    | Sunweb         | 16       |
| 6e | Steven Kruijswijk  | Pays-Bas    | Lotto NL-Jumbo | 12       |
| 7e | Egan Bernal        | Colombie    | Sky            | 8        |
| 8e | Christopher Froome | Royaume-Uni | Sky            | 4        |
| modifier |                    |             |                |          |

### Prix de la combativité
- Tanel Kangert (Astana)

## Classements à l'issue de l'étape

### Classement général
| Classement général | Classement général | Classement général | Classement général | Classement général  |
|                    | Coureur            | Pays               | Équipe             | Temps               |
| ------------------ | ------------------ | ------------------ | ------------------ | ------------------- |
| 1er                | Geraint Thomas     | Royaume-Uni        | Sky                | en 70 h 34 min 11 s |
| 2e                 | Tom Dumoulin       | Pays-Bas           | Sunweb             | + 1 min 59 s        |
| 3e                 | Christopher Froome | Royaume-Uni        | Sky                | + 2 min 31 s        |
| 4e                 | Primož Roglič      | Slovénie           | Lotto NL-Jumbo     | + 2 min 47 s        |
| 5e                 | Nairo Quintana     | Colombie           | Movistar           | + 3 min 30 s        |
| 6e                 | Steven Kruijswijk  | Pays-Bas           | Lotto NL-Jumbo     | + 4 min 19 s        |
| 7e                 | Mikel Landa        | Espagne            | Movistar           | + 4 min 34 s        |
| 8e                 | Romain Bardet      | France             | AG2R La Mondiale   | + 5 min 13 s        |
| 9e                 | Daniel Martin      | Irlande            | UAE Emirates       | + 6 min 33 s        |
| 10e                | Jakob Fuglsang     | Danemark           | Astana             | + 9 min 31 s        |
| modifier           |                    |                    |                    |                     |

### Classement par points
| Classement par points | Classement par points | Classement par points | Classement par points | Classement par points |
| --------------------- | --------------------- | --------------------- | --------------------- | --------------------- |
|                       | Coureur               | Pays                  | Équipe                | Point(s)              |
| 1er                   | Peter Sagan           | Slovaquie             | Bora-Hansgrohe        | 452 points            |
| 2e                    | Alexander Kristoff    | Norvège               | UAE Emirates          | 170 pts               |
| 3e                    | Julian Alaphilippe    | France                | Quick-Step Floors     | 134 pts               |
| 4e                    | Arnaud Démare         | France                | Groupama-FDJ          | 133 pts               |
| 5e                    | Greg Van Avermaet     | Belgique              | BMC Racing            | 130 pts               |
| 6e                    | John Degenkolb        | Allemagne             | Trek-Segafredo        | 128 pts               |
| 7e                    | Andrea Pasqualon      | Italie                | Wanty-Groupe Gobert   | 100 pts               |
| 8e                    | Daniel Martin         | Irlande               | UAE Emirates          | 85 pts                |
| 9e                    | Alejandro Valverde    | Espagne               | Movistar              | 82 pts                |
| 10e                   | Geraint Thomas        | Royaume-Uni           | Sky                   | 78 pts                |
| modifier              |                       |                       |                       |                       |

### Classement du meilleur jeune
| Classement général du meilleur jeune | Classement général du meilleur jeune | Classement général du meilleur jeune | Classement général du meilleur jeune | Classement général du meilleur jeune |
|                                      | Coureur                              | Pays                                 | Équipe                               | Temps                                |
| ------------------------------------ | ------------------------------------ | ------------------------------------ | ------------------------------------ | ------------------------------------ |
| 1er                                  | Pierre Latour                        | France                               | AG2R La Mondiale                     | en 70 h 50 min 14 s                  |
| 2e                                   | Guillaume Martin                     | France                               | Wanty-Groupe Gobert                  | + 6 min 27 s                         |
| 3e                                   | Egan Bernal                          | Colombie                             | Sky                                  | + 8 min 31 s                         |
| 4e                                   | Daniel Martínez                      | Colombie                             | EF Education First-Drapac            | + 46 min 48 s                        |
| 5e                                   | David Gaudu                          | France                               | Groupama-FDJ                         | + 58 min 5 s                         |
| 6e                                   | Antwan Tolhoek                       | Pays-Bas                             | Lotto NL-Jumbo                       | + 1 h 9 min 59 s                     |
| 7e                                   | Søren Kragh Andersen                 | Danemark                             | Sunweb                               | + 1 h 18 min 1 s                     |
| 8e                                   | Stefan Küng                          | Suisse                               | BMC Racing                           | + 1 h 18 min 17 s                    |
| 9e                                   | Marc Soler                           | Espagne                              | Movistar                             | + 1 h 36 min 2 s                     |
| 10e                                  | Magnus Cort Nielsen                  | Danemark                             | Astana                               | + 1 h 38 min 50 s                    |
| modifier                             |                                      |                                      |                                      |                                      |

### Classement du meilleur grimpeur
| Classement du meilleur grimpeur | Classement du meilleur grimpeur | Classement du meilleur grimpeur | Classement du meilleur grimpeur | Classement du meilleur grimpeur |
| ------------------------------- | ------------------------------- | ------------------------------- | ------------------------------- | ------------------------------- |
|                                 | Coureur                         | Pays                            | Équipe                          | Point(s)                        |
| 1er                             | Julian Alaphilippe              | France                          | Quick-Step Floors               | 140 points                      |
| 2e                              | Warren Barguil                  | France                          | Fortuneo-Samsic                 | 73 pts                          |
| 3e                              | Geraint Thomas                  | Royaume-Uni                     | Sky                             | 54 pts                          |
| 4e                              | Nairo Quintana                  | Colombie                        | Movistar                        | 40 pts                          |
| 5e                              | Tom Dumoulin                    | Pays-Bas                        | Sunweb                          | 39 pts                          |
| 6e                              | Daniel Martin                   | Irlande                         | UAE Emirates                    | 33 pts                          |
| 7e                              | Steven Kruijswijk               | Pays-Bas                        | Lotto NL-Jumbo                  | 32 pts                          |
| 8e                              | Rafał Majka                     | Pologne                         | Bora-Hansgrohe                  | 31 pts                          |
| 9e                              | Bauke Mollema                   | Pays-Bas                        | Trek-Segafredo                  | 29 pts                          |
| 10e                             | Primož Roglič                   | Slovénie                        | Lotto NL-Jumbo                  | 26 pts                          |
| modifier                        |                                 |                                 |                                 |                                 |

### Classement par équipes
| Classement par équipes | Classement par équipes | Classement par équipes | Classement par équipes |
|                        | Équipe                 | Pays                   | Temps                  |
| ---------------------- | ---------------------- | ---------------------- | ---------------------- |
| 1re                    | Movistar               | Espagne                | en 211 h 48 min 39 s   |
| 2e                     | Bahrain-Merida         | Bahreïn                | + 24 min 20 s          |
| 3e                     | Sky                    | Royaume-Uni            | + 56 min 13 s          |
| 4e                     | Lotto NL-Jumbo         | Pays-Bas               | + 1 h 1 min 38 s       |
| 5e                     | Astana                 | Kazakhstan             | + 1 h 5 min 35 s       |
| 6e                     | Sunweb                 | Allemagne              | + 1 h 55 min 24 s      |
| 7e                     | AG2R La Mondiale       | France                 | + 2 h 0 min 54 s       |
| 8e                     | BMC Racing             | États-Unis             | + 2 h 7 min 53 s       |
| 9e                     | Quick-Step Floors      | Belgique               | + 2 h 26 min 36 s      |
| 10e                    | Mitchelton-Scott       | Australie              | + 2 h 27 min 42 s      |
| modifier               |                        |                        |                        |

## Abandon
- 104 -  Philippe Gilbert (Quick-Step Floors) : non partant[2],[3]